# 双孔花蟹蛛
双孔花蟹蛛（学名：Xysticus lesserti）为蟹蛛科花蟹蛛属的动物。在中国大陆，分布于甘肃、浙江、四川、贵州等地，多栖息于稻、蔬菜及花丛中。该物种的模式产地在甘肃。